# Miles Mohawk
El Miles M.12 Mohawk fue un monoplano de cabina biplaza en tándem británico de los años 30, construido por Phillip & Powis Aircraft (más tarde se convirtió en Miles Aircraft) por encargo de Charles Lindbergh en 1936. Tras ser usado por Lindbergh en Europa, fue requisado y puesto en servicio con la Real Fuerza Aérea como avión de comunicaciones en 1941.

## Diseño y desarrollo
En 1936, después de que Lindbergh se hubiera mudado al Reino Unido, solicitó a George Herbert Miles que le construyera una máquina rápida y de largo alcance para usar entre varias capitales. Como resultado de esta estrecha cooperación entre el piloto y el diseñador, se produjo un diseño de primera clase.
El M.12 Mohawk continuaba a los anteriores diseños y procedimientos de los Miles Nighthawk y Miles Hawcon al tener un diseño de monoplano de ala baja en voladizo de estructura de abeto recubierta de contrachapado. La sección central no poseía diedro y era de perfil constante, con las secciones exteriores con diedro y disminuyendo hasta la punta. El fuselaje era igualmente una estructura de abeto con recubrimiento de contrachapado. El M.12 poseía un tren de aterrizaje convencional con ruedas principales fijas, cada una embutida en un carenado aerodinámico por debajo del ala y presentando una rueda de cola. Como avión diseñado según las especificaciones de Lindbergh, incorporaba un motor estadounidense Menasco Buccaneer B6S de 200 hp en la configuración clásica de Miles de ala baja, siendo el M.12 una máquina distintivamente anglo-estadounidense. Un segundo juego de alas del Miles M.12 fue usado en el híbrido M.7A.

## Historia operacional

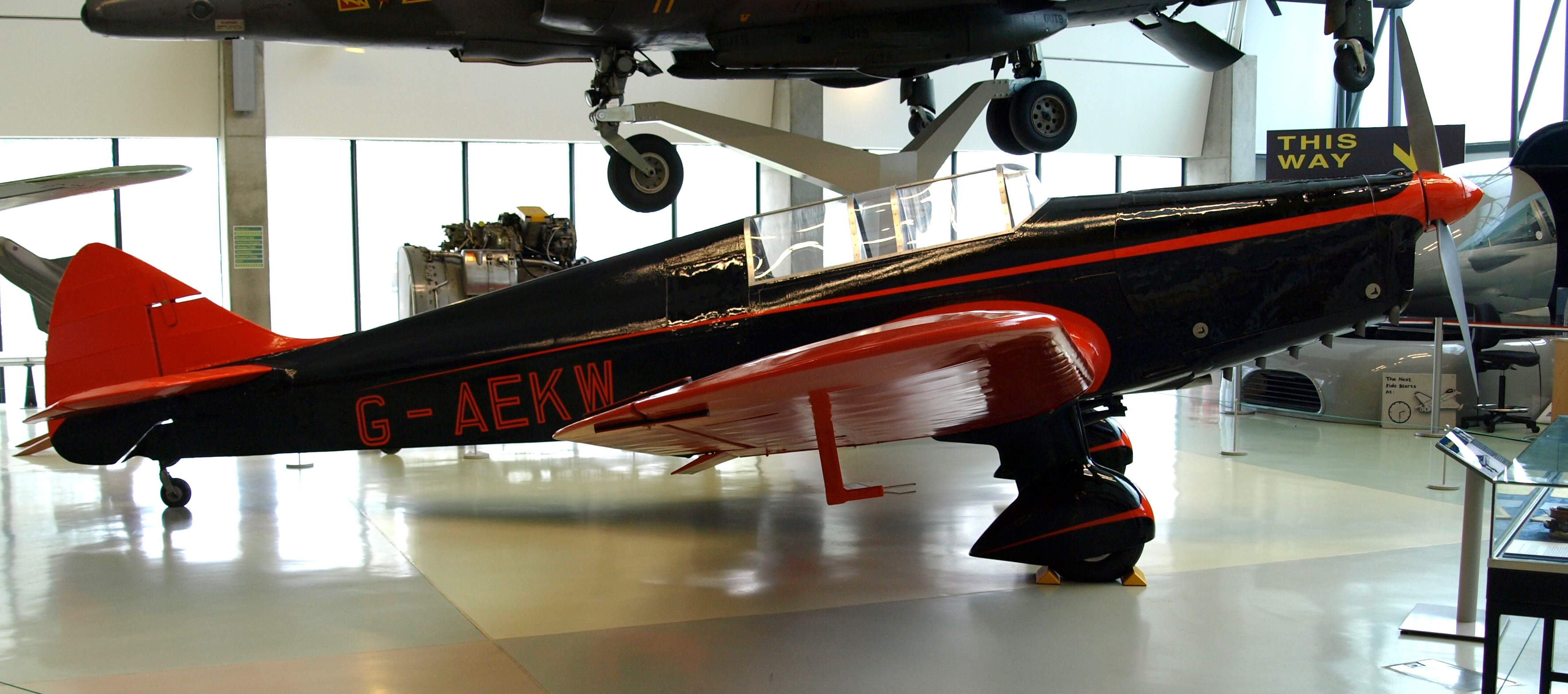
El Miles Mohawk en el Museo de la Real Fuerza Aérea Británica de Londres.

El M.12 fue matriculado G-AEKW el 17 de julio de 1936, pero voló por primera vez el 22 de agosto del mismo año, llevando la matrícula de pruebas U-8. El Mohawk recibió su certificado de aeronavegabilidad el 28 de enero de 1937 y comenzó una serie de vuelos de pruebas, incluyendo vuelos realizados por Lindbergh. El 1 de febrero del mismo año, el avión fue oficialmente entregado a Lindbergh en una ceremonia realizada en Woodley. Tan pronto como el avión fue entregado, Lindbergh y su esposa salieron con él en un viaje hasta la India. En los siguientes años, los Lindbergh volaron el avión por toda Europa, hasta que fue trasladado a Woodley el 4 de abril de 1939, dejándose el mismo en almacenaje, ya que regresaban a los Estados Unidos.
En agosto de 1939, el avión fue inspeccionado para su posible requisición y puesta en servicio militar. El 31 de octubre de 1941, fue requisado y puesto en servicio con la Real Fuerza Aérea y recibió la matrícula militar HM503. El avión fue entregado a RAF Turnhouse en Escocia el 8 de noviembre de 1941. Tras la instalación de una hélice Fairey-Reed en mayo de 1943, fue entregado a RAF Andover para ser usado por el Escuadrón de Comunicaciones, Mando y Mantenimiento. El M.12 fue poco usado debido a las dificultades con el motor Menasco Buccaneer, y cuando el escuadrón se trasladó a Babdown Farm, abandonaron el Mohawk en Andover. En febrero de 1944, el avión fue entregado a la No. 5 Maintenance Unit en RAF Kemble para su almacenaje, y no voló para la RAF de nuevo.
En mayo de 1946, el Mohawk fue comprado por Southern Aircraft (Gatwick) Limited y tras un remozado fue anunciado para la venta en julio de 1947. En agosto del mismo año, el Mohawk quedó en segunda plaza en la Folkestone Trophy Air Race, con una velocidad de 138,5 mph. En octubre de 1949, el avión fue comprado por Bruno Pini quien, junto con Neville Browning, lo llevó en vuelo al Norte de África para participar en el Oran International Rally. El 1 de enero de 1950, en el viaje de vuelta, se vieron forzados a aterrizar el avión en España. Aunque el avión recibió pocos daños, fue abandonado, retornando la pareja a Inglaterra. El Mohawk no voló de nuevo.
En 1973, el Miles Mohawk fue descubierto en un desguace cerca de Sevilla y rescatado por Lew Casey, un restaurador del Smithsonian National Air & Space Museum, y llevado a Estados Unidos para su restauración. Tras muchos traslados y unos lentos trabajos de restauración, Casey decidió donarlo al Museo de la Real Fuerza Aérea Británica. En octubre de 2002, el avión fue embarcado hacia el Reino Unido y el museo comenzó a restaurarlo para su exhibición estática. En agosto de 2008, el restaurado avión fue puesto en exhibición en la muestra "Milestones of Flight" en el Museo de la Real Fuerza Aérea Británica de Londres.

## Operadores
Reino Unido
- Real Fuerza Aérea

## Especificaciones
Referencia datos: Flight

### Características generales
- Tripulación: Uno (piloto)
- Capacidad: Un pasajero
- Longitud: 7,8 m (25,5 ft)
- Envergadura: 11 m (36,1 ft)
- Altura: 2 m (6,5 ft)
- Superficie alar: 17 m² (182,7 ft²)
- Peso vacío: 728 kg (1604,5 lb)
- Peso cargado: 1225 kg (2699,9 lb)
- Planta motriz: 1× motor lineal invertido de 6 cilindros refrigerado por aire Menasco Buccaneer B6S.
  - Potencia: 150 kW (207 HP; 204 CV)
- Hélices: Bipala

### Rendimiento
- Velocidad máxima operativa (Vno): 310 km/h (193 MPH; 167 kt) [7]
- Velocidad crucero (Vc): 270 km/h (168 MPH; 146 kt) [7]

## Aeronaves relacionadas

### Desarrollos relacionados
- Miles Kestrel
- Miles Martinet

### Aeronaves similares
- Percival Gull

### Secuencias de designación
- Secuencia M._ (interna de Miles): ← M.9 - M.9A - M.11 - M.12 - M.13 - M.14 - M.15 →